# Philodromidae
Philodromidae este o familie de păianjeni araneomorfi. Superficial membrii acestei familii se aseamănă cu păianjenii crabi. 

## Descriere

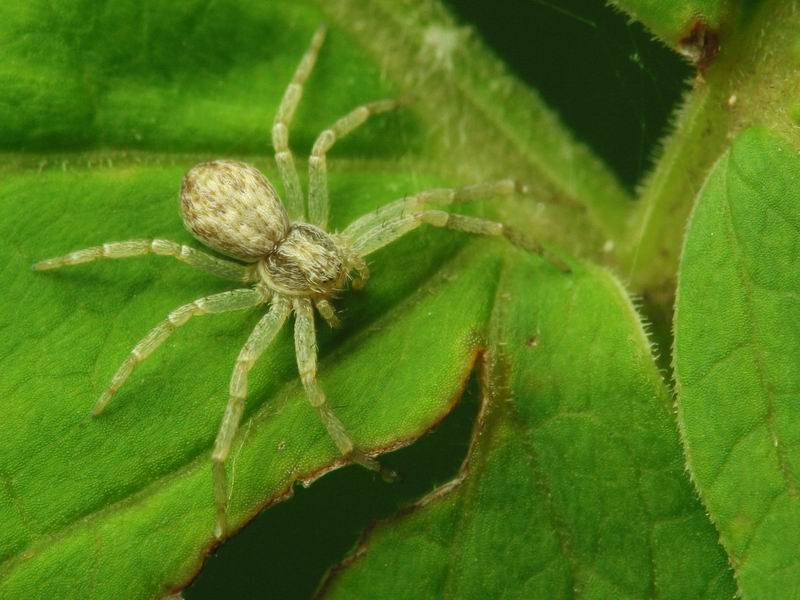
Philodromus sp.

Philodromidae aparține păianjneilor ecribellate. Aceștia au 8 ochi aranjați în două rânduri. Ei sunt aproximativ egali în mărime, însă la unele specii cei mediani sunt mai mari. Ele sunt similare întro anumită măsură cu păianjeni crab din familia Thomisidae, însă suprafața corpului la aceștia este acoperită cu perișori asemănători spinilor. Dimensiunile corpului variază între 2 - 16 mm. A doua pereche de picioare sunt mai lungi, în special la speciile Ebo. Pedipalpii femelelor posedă mici ghiarea zimțate. Ei se mișcă rapid în jurul lor, iar spinii de pe picioare asigură o bună aderență la suprafețele lunecoase. Specii genului Philodromus sunt capabili să alerge așa de repede pe suprafața frunzelor, încât omului îi este greu să-l observe. Culorile predominante sunt maro, gaben și gri. Pe partea dorsală a  opistosomei sunt modele asemănătoare frunzelor.

## Modul de viață
La unele specii este răspândit fenomenul mimicriei. Mulți păianjeni au o colorație ce corespunde mediului în care locuiesc. Astfel, este foarte dificil să-i distingem de plante. Majoritatea speciilor populează frunzișurile, pot fi găsiți printre ramuri și tulpini ale arbuștilor și copacilor. Speciile din genul Thanatus preferă să trăiască la nivelul solului. Cei din Tibellus au corpul alungit și adaptat pentru viața printre plantele ierboase. Multe specii Philodromus sunt capabile să-și schimbe culoare în dependență de nuanțele dominante a locului de trai.

## Reproducere
Femela depune ponta într-un cocon care este ascuns sub frunze sau printre crăpăturile din scoarța copacilor. Unele specii păzesc coconul fiind în apropiere. Cei din regiunile temperate iernează în stadiul de nimfe, maturizându-se în primăvara anului viitor. 

## Răspândire
Familia se întâlnește pe toate continentele, cu excepția Antarctidei și a Arabiei, estul Indoneziei.

## Genuri
- Pedinopisthinae

- Pagiopalus Simon, 1900 (Hawaii)
- Pedinopistha Karsch, 1880 (Hawaii)

- Philodrominae

- Apollophanes O. P-Cambridge, 1898 (din SUA până Panama, India, Rusia, Coreea)
- Bacillocnemis Mello-Leitão, 1938 (Argentina)
- Berlandiella Mello-Leitão, 1929 (Brazilia)
- Cleocnemis Simon, 1886 (America de Sud)
- Ebo Keyserling, 1884 (Argentina, America de Nord, India, Rusia, Israel)
- Eminella Özdikmen, 2007 (Argentina) - denumit inițial Catuna de Mello-Leitão, 1940
- Fageia Mello-Leitão, 1929 (Brazilia)
- Gephyrellula Strand, 1932 (Brazilia)
- Gephyrina Simon, 1895 (America de Sud)
- Gephyrota Strand, 1932 (Africa, Asia)
- Hirriusa Strand, 1932 (Africa)
- Metacleocnemis Mello-Leitão, 1929 (Brazilia)
- Paracleocnemis Schiapelli & Gerschman, 1942 (Argentina)
- Paratibellus Simon, 1932 (din Europa până în Asia Centrală)
- Petrichus Simon, 1886 (America de Sud)
- Philodromops Mello-Leitão, 1943 (Brazilia)
- Philodromus Walckenaer, 1826 (America, Australia, Africa, Asia de Sud-Est)
- Procleocnemis Mello-Leitão, 1929 (Brazilia)
- Suemus Simon, 1895 (Africa, Vietnam)
- Thanatus C. L. Koch, 1837 (Africa, Holarctic, America)
- Tibellus Simon, 1875 (Africa, America, Holarctic, Asia de Sud-Est)
- Tibitanus Simon, 1907 (Africa)
- Vacchellia Caporiacco, 1935 (Karakorum)

- Pselloninae

- Psellonus Simon, 1897 (India)
- Pseudopsellonus Balogh, 1936 (Noua Guinea)
- Senoculifer Balogh, 1936 (Noua Guinea)

- incertae sedis

- Euthanatus Petrunkevitch, 1950 † (fosilă)
- Filiolella Petrunkevitch, 1955 † (fosilă)
- Medela Petrunkevitch, 1942 † (fosilă)